# Deuteranopie

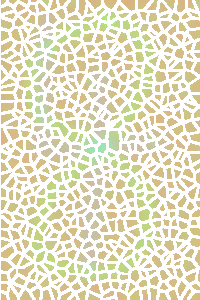
Normalsichtige sehen eine 8

Unter Deuteranopie (von altgriechisch δεύτερος deúteros, deutsch ‚der Zweite‘, nach Helmholtz zweiter Rezeptor des trichromatischen Sehapparates) wird die Grünblindheit und unter Deuteranomalie die Grünsehschwäche verstanden. Es handelt sich dabei um eine genetisch bedingte Farbfehlsichtigkeit, bei der die Zapfen für das Wahrnehmen von Grün das Opsin für Rot enthalten. Menschen mit Deuteranopie haben daher nur zwei statt drei verschiedene Zapfentypen. Betroffen sind bei Männern jeweils etwa 1 % von Deuteranopie und 5 % von Deuteranomalie, bei Frauen 0,01 % von Deuteranopie und 0,35 % von Deuteranomalie. Im kurzwelligen Bereich sehen sie (wie Farbgesunde) ein sattes Blau, im mittelwelligen Bereich Grau (neutraler Punkt bei 498 nm), im langwelligen Bereich ein sattes Gelb.